# Campionat d'Espanya de trial 1996
La temporada de 1996 del Campionat d'Espanya de trial fou la 29a edició d'aquest campionat, organitzat per la Reial Federació Motociclista Espanyola. El calendari oficial constava de 8 proves puntuables, celebrades entre el 4 de febrer i el 6 d'octubre. 3 de les proves programades es disputaren als Països Catalans: Bocairent (10 de març), Vandellòs (30 de juny) i Igualada (6 d'octubre).

## Classificació final
Font:
| Posició | Pilot               | Motocicleta | Punts |
| ------- | ------------------- | ----------- | ----- |
| 1       | Amós Bilbao         | Gas Gas     | 128   |
| 2       | Jordi Tarrés        | Gas Gas     | 127   |
| 3       | Marc Colomer        | Montesa     | 124   |
| 4       | Marcel Justribó     | Beta        | 107   |
| 5       | David Cobos         | Gas Gas     | 71    |
| 6       | Gabriel Reyes       | Montesa     | 69    |
| 7       | Héctor Escorihuela  | Gas Gas     | 61    |
| 8       | José Manuel Alcaraz | Gas Gas     | 54    |
| 9       | Marc Catllà         | Gas Gas     | 52    |
| 10      | Joan Pons           | Fantic      | 48    |

## Categories inferiors
| Categoria    | Guanyador          | Motocicleta |
| ------------ | ------------------ | ----------- |
| Sènior B     | Héctor Escorihuela | Gas Gas     |
| Sènior C     | Santi Serra        | Gas Gas     |
| Veterans A   | Narcís Sánchez     | Gas Gas     |
| Veterans B   | Carles Casas       | Gas Gas     |
| Júnior       | Jordi Pascuet      | Gas Gas     |
| Cadets       | Jacobo Díaz        | Gas Gas     |
| "Autonomías" | Catalunya          | -           |